# Дракони (Середзем'я)
Дракони у Середзем'ї — у легендаріумі Дж. Р. Р. Толкіна раса велетенських рептилієподібних істот виведена Морготом у Першу Епоху років Сонця для боротьби проти нолдорів. У позначенні назви виду, крім слова dragon (запозичене з французької) Толкін періодично використовував слова drake (дракон, змій;від давньоанглійської draca, що походить від латинського draco) та worn (черв; від давньоангл. wyrn — «змій», «дракон»).

## Походження і різновиди драконів
З яких істот Темний Вала вивів поріддя драконів залишилось невідомим. Можливо їх предками були духи — майар (як наприклад, вовки — перевертні), яким він надав змієподібну подобу. З опублікованих творів Толкіна про Середзем'я та незакінчених чернеток до них відомо про декілька видів драконів: урулокі — вогнедишні дракони (вони ж рамалокі — крилаті), феалокі (іскрові або дракони — світляки), лінгвілоки (морські дракони або дракони — риби) та холодні дракони з Висохлого плато та Еред — Метрін (Сірі Гори).

## Урулокі або Вогнедишні дракони
Урулокі (дракони вогню; від квен. uru — вогонь ; loci -дракон) — вогнедихні дракони. Найрозповсюдженіший вид драконів у Середзем 'ї. Згадуються у «Сильмариліоні», «Дітях Гуріна», та повісті «Гобіт, або Туди і Звідти».
Першим з цих драконів був Глаурунг Золотий, що вперше виповз з Ангбанда через двісті років після Дагор — Аргелеб (Славетна битва). Тоді він був ще юний і броня його не була тривкою тож син Фінґолфіна Фінґон змусив його тікати назад у брами Ангбанда, поранивши стрілами.
Під час Дагор — Браголлах (Битва Раптового Полум'я) він разом із балроґами та численними ордами орків (у кількості раніше небаченій), руйнував фортеці біля Анґбанда, нищив їх гарнізони. Далі випалив землі Маглорової пустки і Таргеліону.
У п'ятій битві Нірнаед — Арноедіад брав участь не лише Ґлаурунґ, але й інші дракони, вони вклинились між ельфами Маедроса та Фінґона, розметаючи їх навсебіч. Проте гноми Белегоста яких вів володар міста Азагал мали спеціальні маски що захищали від драконового вогню, і вони врятували нолдорів, обступивши Ґлаурунґа з усіх боків. Своїми сокирами вони дуже дошкуляли змієві, але йому вдалось збити з ніг Азагала і розчавити його. Однак, правитель гномів встиг увігнати в ніж у черево дракона і так сильно його поранив, що той утік з поля бою. Проте загибель володаря стала початком також і відступу гномів: вони несли тіло Азагала, співаючи свою похоронну пісню.
У 496 р. П. Е. Моргот відрядив Ґлаурунґа у авангарді великої армії орків проти королівства нолдорів Нарґотронд. Перетнувши Анфаугліт, він розорив північ долини Сіріону і вдерся в землі Нарґотронда. Він осквернив озеро Ейтель — Іврін, перетворивши його на болото і випалив рівнину Талат — Дірнен. У бою на рівнині Тумгалад загинули всі воїни нарготрондського війська крім Туріна Мормегіля, що знайшов на Амон — Руд ґномівську маску, що оберігала від жару Ґлаурунґа. Турін поспівшив до Нарґотронда, але орки та дракон випередили його, пройшовши по кам'яному мосту через Нароґ, збудованому з поради Туріна. Орки вбили або захопили в полон мешканців міста, але Ґлаурунґ вигнав їх і, зібравши скарби спаленого Нарґотронда. Діставшись зруйнованого міста, Турін зустрівся з драконом, але зазирнувши йому в очі був загіпнотизований звіром, який розповів йому брехню про те як його мати і сестра поневіряються в злиднях захопленим східнянами Дор — Ломіном. І Турін, забувши про схоплену орками Фіндуілас (доньку короля Ородрета) рушив у Гітлум.
Повіривши чуткам про те що Турін Мормеґіль лишився у Нарґотронді скам 'янілий від погляду дракона. Морвен та Ніенор в супроводі загону ельфів Доріату під проводом Маблунґа вирушили до зруйнованого міста. Ґлаурунґ, помітивши їх, виповз назовні і поглядом загіпнотизував Ніенор, змусивши її спочатку закам 'яніти, а згодом тікати на північ.
У 501 році, дізнавшись, що Турін в Бретілі, дракон залишив Нарґотронд і приповз до його кордонів. Вийшовши йому назустріч, Турін зумів забратися на стрімкий берег Тейґліна, де лежав дракон, і встромив свій меч Англахел в його черево, коли він перебирався через ущелину. Перед смертю Ґлаурунґ встиг зняти чари з Ніенор, і вона стрибнула у прірву, дізнавшись, що її чоловіком був її власний брат. Турін, прийшовши до тями і дізнавшись все, також наклав на себе руки, встромивши меч Англахел собі в серце.

## Рамалокі або Крилаті дракони
Наступним щаблем еволюції урулокі стали крилаті дракони або рамалокі (від квен. rama — крила; loci — дракон). Першим з них був Анкаґалон Чорний наймогутніший з драконів Морґота. Крилаті дракони брали участь у розоренні міста нолдорів Гондолін. Під час Війни Гніву натиск драконів на чолі з Анкаґалоном змусив Сили Заходу відступити від стін Анґбанда, але птахи на чолі з Королем Орлів Торондором та Еаренділ змогли відбити їх наступ. Еаренділ переміг Анкаґалона і великий дракон, впавши на Танґородрим, розбив гору на друзки.
Крилаті вогнедишні дракони пережили Війну Гніву, і стали одним з найзапекліших ворогів ґномів, позаяк вони також любили золото і коштовності. З семи гном 'ячих перстенів чотири згоріли у драконовому вогні.
Останній вогнедишний крилатий дракон, що згадується у легендаріумі Дж. Р. Р. Толкіна — Смоґ Золотистий, котрий у 2770 р. Т. Е. захопив чертоги гномів під горою Еребор та розорив місто Дейл. Повернення награбованих скарбів Смоґа стало головною метою походу ґомів Торіна Дубощита та Більбо, що описаний у повісті «Гобіт або Туди й Звідти». Восени 2941 р. Т. Е. гноми та гобіт розтривожили дракона і врятувались тільки дивом. Смоґ відлетів до Довгого Озера, де підпалив місто Езгарот, але був убитий Бардом — Лучником.

## Феалокі або Іскрові дракони
Феалокі (від квен. fea — іскра; loci — дракон) або іскрові дракони — дракони, що вміли випромінювати світло. Єдина згадка про них міститься у незакінченій розповіді «Втрачений шлях та інші історії» (розділ «Етимології» 5 том «Історії Середзем 'я»). Існує версія що гігантські світлячки у 1 — му томі «Книги втрачених оповідей» (розділ «Хижа програної гри») були саме цими драконами.

## Лінгвілокі або Морські дракони
Лінгвілокі (дракон — риба; від квен. lingwe — риба; loce — дракон) або морський дракон (також лімлуг; від синд.lingw — риба, loce — дракон) — дракони що жили у морських глибинах. Єдина згадка міститься у незакінченій оповіді «Втрачений шлях та інші історії» (розділ «Етимології» 5 том «Історії Середзем'я»).

## Холодні дракони
Холодні дракони — найслабші представники виду. Були набагато меншими від вогнедишних драконів Урулокі. Використовувались Морґотом у Першу Епоху, хоч конкретної згадки про них у роботах Толкіна, що оповідають про ту епоху немає. У Війні Гніву більшість з них загинули, але деякі втекли у північні регіони Середзем'я, у Сірі Гори. До них належав, зокрема, дракон Ската вбитий другим королем еотеодів Фрамом сином Фрумгара.
Живучи у Висохлій Пустці, холодні дракони дізнались про багаті на золото й коштовності поселення гномів у Сірих Горах. У 2589 р. Третьої Епохи вони вбили короля Даіна І і його середнього сина Фрора на порозі власного палацу. Саме через них гноми покинули Сірі Гори, відійшовши назад на Еребор та на Залізні Пагорби. У час що описується у повісті «Гобіт» (2941 р. Т. Е.), швидше за все, вони вже покинули Сірі Гори. Про них говориться у додатках до «Володаря Перснів» «Народ Дьюрина» і «Дім Еорла».

## Тривалість життя
Незважаючи на те що дракони, можливо, ведуть свій рід від духів — майар, вони не є вічними. Через тисячу років життя (або принаймні через декілька тисяч) вони перетворюються на камінь. Так, у повісті «Гобіт або Туди й Назад» про дракона Смоґа було сказано: «дракони не забувають і не пробачають крадіжки до тих пір, поки через тисячу років самі не перетворяться на курне каміння, а до цього Смоґові було ще довго, можна було не поспішати.»

## Дракони в часи «Володаря Перснів»
Хоч у «Володарі Перснів» дракони не згадуються, вони не вимерли, залишившись і в набагато пізніші часи. У своєму листі до Наомі Мітчісон від 25 квітня 1954 р. Дж. Р. Р. Толкін писав: «дракони. Вони зовсім не згинули, оскільки заявляли про себе в часи набагато пізніші, ближчі до наших. Хіба я сказав щось, що наводить на думку про повне зникнення драконів? Якщо так, то доведеться виправити. Єдине, що спливає в пам'яті це абзац у томі І на сторінці 70: „Нині не лишилось на землі жодного дракона в якому давнє полум'я палало б достатньо яскраво…“ Але, як мені здається, що дракони ще жили на світі, хай і не у своїй первозданній могутності.»